# Шэн Хуажэнь
Шэн Хуажэ́нь (кит. упр. 盛华仁, род. в сентябре 1935, пров. Цзянсу), глава Китайской нефтехимической корпорации (1990-1998), пред. Госкомитета КНР по делам экономики и торговли (1998-2001), зампред и ответсекретарь ПК ВСНП (2003-2008), член ЦК КПК (1997-2002).
Член КПК с августа 1954 года, член ЦК КПК 15 созыва.

## Биография
По национальности хань.
Большую часть своей карьеры проработал в химпроме.
С 1965 года работал в Министерстве химической промышлености, в 1970-83 годах на руководящей работе по планированию.
С 1983 года в Китайской нефтехимической корпорации: в 1983-90 гг. заместитель, первый заместитель генерального директора и замглавы парторга, в 1990-1998 годах генеральный директор и парторг.
В 1998-2001 годах председатель и парторг Госкомитета по делам экономики и торговли. Был уволен с госслужбы по причине достижения предельного возраста.
В 2001 году на четвёртой сессии ВСНП 9-го созыва был кооптирован в Постком ВСНП.
В 2003-2008 годах зампред и ответсекретарь ПК ВСНП 10 созыва.